# Quỹ Alexander von Humboldt
Quỹ Alexander von Humboldt (tiếng Đức: Alexander von Humboldt-Stiftung) là một quỹ tài trợ nhằm thúc đẩy việc hợp tác quốc tế trong lãnh vực nghiên cứu khoa học.
Quỹ này tài trợ các chương trình học bổng cho nghiên cứu sinh cấp tiến sĩ nước ngoài tới Đức nghiên cứu, thông thường từ 6 tháng tới 2 năm.
Quỹ này cũng trao một số giải thưởng cho các khoa học gia quốc tế có những đóng góp xuất sắc cho khoa học, như Giải Humboldt.
Tài chính của Quỹ do chính phủ Cộng hòa Liên bang Đức cung cấp. Trụ sở của Quỹ này đặt ở Bonn-Bad Godesberg.

## Lịch sử
Quỹ được đặt theo tên khoa học gia người Đức Alexander von Humboldt, được thành lập từ năm 1860 tới năm 1923. Quỹ được tái lập từ năm 1925 tới 1945, rồi từ năm 1953 tới nay theo dạng hiện nay.

## Các chủ tịch
- Werner Heisenberg (1953–1975), Giải Nobel Vật lý
- Feodor Lynen (1975–1979), Giải Nobel Y học
- Wolfgang Paul (1979–1989), Giải Nobel Vật lý
- Reimar Lüst (1989–1999), nhà Vật lý
- Wolfgang Frühwald (1999–2007), nhà Đức học
- Helmut Schwarz (2008-), nhà hóa học.